# Mycocalicium
Mycocalicium Vain. (grzybecznik) – rodzaj grzybów z rodziny Mycocaliciaceae.

## Systematyka i nazewnictwo
Pozycja w klasyfikacji według Index Fungorum: Mycocaliciaceae, Mycocaliciales, Mycocaliciomycetidae, Eurotiomycetes, Pezizomycotina, Ascomycota, Fungi.
Synonimy nazwy naukowej: Sphinctrinella Nádv.
Nazwa polska według W. Fałtynowicza.

## Gatunki występujące w Polsce
- Mycocalicium pallescens (Nyl.) Vain. 1927[4] – grzybecznik blady
- Mycocalicium subtile (Pers.) Szatala 1925– grzybecznik drobny

Nazwy naukowe na podstawie Index Fungorum. Nazwy polskie według W. Fałtynowicza.